# Orizzontalismo (economia)
L'orizzontalismo è un filone di ricerca riconducibile alle teorie economiche post-keynesiane, secondo il quale nel sistema economico contemporaneo l'elasticità della curva di offerta del credito è potenzialmente infinita. Di conseguenza, questo modello comporta sia che non vi è alcun obbligo di riserva nei confronti del settore del credito sia che sono gli impieghi bancari (cioè i crediti concessi dalle banche) a determinare i depositi e non viceversa (come invece generalmente sostenuto dalle teorie economiche mainstream).
L'approccio orizzontalista presuppone così il concetto di endogeneità della moneta, secondo cui la moneta è eminentemente un prodotto dell'attività creditizia. Per questo motivo tale approccio ha esercitato un importante influsso sul concetto di moneta endogena presente nel circuitismo, in particolare sulla scuola circuitista canadese di Marc Lavoie. L'orizzontalismo venne inizialmente delineato negli studi di Nicholas Kaldor, per poi essere presentato nella sua forma più organica da Basil Moore nel 1988.